# Микропредприниматель
Микропредпринима́тель (англ. microentrepreneur) — предприниматель со скромными доходами, который по своему материальному положению не в состоянии пользоваться общеупотребительными финансовыми услугами. Это обычная форма занятости в развивающихся странах.
Микропредпринимательство - мельчайшая форма бизнеса.
Микропредприниматели — целевой контингент для многих международных программ по борьбе с бедностью.

## Географическое распространение
Микропредприниматели существуют в развивающихся странах и странах третьего мира. Распространение микропредпринимательства прямо связано с экономическим состоянием ряда регионов мира. В странах Западной Европы и Северной Америки статус микропредпринимателя не подходит для малых предпринимателей, которые могут себе позволить пользоваться обычными банковскими и финансовыми услугами. Во всех остальных регионах мира существуют социальный слой микропредпринимателей. Принципиально, что микропредпринимательство — это прежде всего социальное явление, а не экономическое.
Особенное распространение микропредпринимательство имеет в следующих странах:
- Ангола,
- Бангладеш,
- Бразилия,
- Венесуэла,
- Вьетнам,
- Доминиканская Республика,
- Египет,
- Гаити,
- Индия,
- Индонезия,
- Иордания,
- Кения,
- Китай,
- Колумбия,
- Конго,
- Ливан,
- Либерия,
- Мадагаскар,
- Малави,
- Мексика,
- Монголия,
- Марокко,
- Нигерия,
- Пакистан,
- Перу,
- Сенегал,
- Сьерра-Леоне,
- Таджикистан,
- Филиппины,
- ЮАР.

## Данные статистики
Большинство (в некоторых странах до 90 %) микропредпринимателей — женщины, потому что они диспропорционально страдают от бедности и несут на себе бо́льшую часть расходов по содержанию семьи, в особенности когда речь идёт о неполных семьях. Возрастной разброс очень велик. Конечно, среди микропредпринимателей большинство образуют люди с низким уровнем образования, однако обладающие некоторой степенью социальной и экономической активности.

## Области промышленности и услуг
Бизнес микропредпринимателей обычно не велик, в основном личный или семейный. Этот бизнес служит для обеспечения самих микропредпринимателей и их родных. По законодательству республики Казахстан микропредпринимателем может считаться субъект с численностью работников менее 15 человек.
Бизнес микропредпринимателей в сельских условиях — это обычно выращивание, обработка и продажа продуктов питания. В городских условиях микропредприниматели обычно торгуют на улицах хозяйственными безделушками, занимаются доставкой мелких грузов, сетевым маркетингом и т. п.
В России, можно наблюдать микропредпринимателей почти всех возможных типов:
- мелкие арендаторы (Airbnb)[4]
- субъекты сетевого маркетинга[4]
- торгующие у метро продуктами широкого потребления (сигаретами, семечками, дешёвой одеждой и пр.)
- выращивающие овощи и ягоды (землянику, малину, огурцы и пр.) на своих приусадебных участках и торгующие этими продуктами питания вдоль оживлённых автотрасс и у железнодорожных станций
- занимающиеся самогоноварением и торговлей изготовленным самогоном
- занимающиеся строительством, мелким бытовым ремонтом и ремонтом бытовой техники (см. гаражная экономика)
- и др.

При помощи микрокредитования и других микрофинансовых технологий, области деятельности микропредпринимателей могут значительно расшириться, а объёмы производства возрасти.

## Общественная значимость
Хотя вклад микропредпринимателей в экономику не очень велик (к тому же у них имеется склонность к уходу от налогов), но социальная значимость микропредпринимателей огромна. Микропредпринимательство помогает миллионам бедняков во всём мире начать свой бизнес, включиться в мир экономических отношений и, как следствие, повысить благосостояние своей семьи и приобрести некоторый иммунитет к кризисам, которые так часто случаются в развивающихся странах. В отсталых странах микропредпринимательство может быть единственным способом избежать голода.
Для поддержки микропредпринимателей и развития их бизнеса, должна развиваться микрофинансовая индустрия, которая призвана довести микрофинансовые услуги до беднейших слоёв. Микрофинансирование (и особенно микрокредитование) активно поддерживается ООН и некоммерческими организациями по всему миру. Хотя, в принципе, забота о развитии микрофинансовых услуг должна прежде всего лежать на правительствах развивающихся стран.

## Всемирные премии в области микропредпринимательства
В ноябре 2004 года Фонд капитального развития ООН, Citigroup Foundation (фонд «Ситигруп») и немногочисленная группа профессионалов и аспирантов из ведущих университетов мира прибыли на съезд, чтобы дать старт небольшим деловым соревнованиям для предпринимателей с низким уровнем доходов. Эти соревнования, названные Программой Всемирных премий в области микропредпринимательства (англ. Global Microentrepreneurship Award (GMA) Programme), должны обратить внимание на работу небогатых предпринимателей по всему миру.
Программа подчёркивает вклад малого предпринимательства в экономическую стабильность в развивающихся странах. Данная инициатива призвана также увеличить инвестиции и улучшить поддержку микрофинансирования со стороны спонсоров, национальных правительств и бизнеса.
В общей сложности 8 стран приняли участие в розыгрыше Всемирных премий в области микропредпринимательства в 2004 году, кроме того, местные соревнования проводились в Нью-Йорке. Успех первой программы привёл к привлечению в следующем году ещё 22 стран, включая Россию.